# Choker (halsketting)

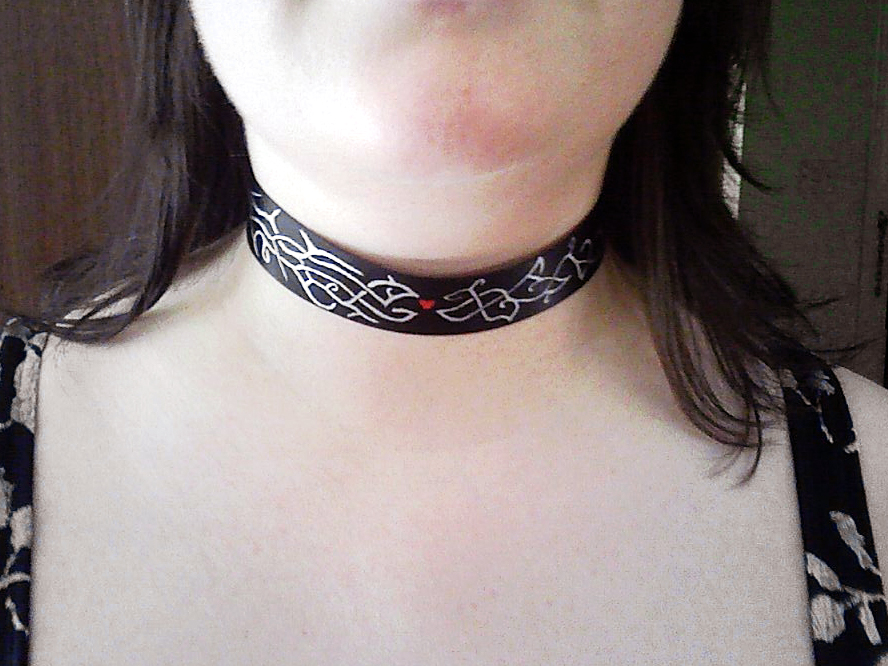
Een choker om de hals

Een choker is een halsversiering die nauwsluitend om de hals wordt gedragen. Het sieraad heeft een lengte van 35 tot 40 centimeter. Chokers kunnen worden gemaakt van verschillende materialen, waaronder stof, leer, plastic, edelmetaal, edelstenen en parels.